# Carbondale (Illinois)
Carbondale es una ciudad ubicada en el condado de Jackson en el estado estadounidense de Illinois. En el Censo de 2010 tenía una población de 25902 habitantes y una densidad poblacional de 583,82 personas por km².. Es conocida principalmente por ser la sede de la Southern Illinois University.

## Historia
Carbondale fue fundada por Daniel Harmon Brush, el cual tenía aspiraciones de desarrollar minas de carbón en la región. Tras la guerra civil estadounidense el pequeño pueblo evolucionó en una ciudad como centro de negocios y del transporte de la región.
En 1869 se estableció en la ciudad la Southern Illinois Normal University, que años más tarde se transformaría en la Southern Illinois University, llegando a ser uno de los factores económicos más importantes de la ciudad, al contar con más de 21.000 estudiantes.
La ciudad se encuentra en un área conocida como Little Egypt (Pequeño Egipto).

## Geografía
Carbondale se encuentra ubicada en las coordenadas 37°43′35″N 89°13′13″O / 37.72639, -89.22028. Según la Oficina del Censo de los Estados Unidos, Carbondale tiene una superficie total de 44.37 km², de la cual 43.85 km² corresponden a tierra firme y (1.17%) 0.52 km² es agua.

## Demografía
Según el censo de 2010, había 25902 personas residiendo en Carbondale. La densidad de población era de 583,82 hab./km². De los 25902 habitantes, Carbondale estaba compuesto por el 62.42% blancos, el 25.62% eran afroamericanos, el 0.37% eran amerindios, el 5.66% eran asiáticos, el 0.08% eran isleños del Pacífico, el 2.5% eran de otras razas y el 3.35% pertenecían a dos o más razas. Del total de la población el 5.44% eran hispanos o latinos de cualquier raza.

## Personajes célebres
- Paul Gilbert, guitarrista
- Troy Hudson, jugador de baloncesto de la NBA